# Inspecteur (police)
Pour les articles homonymes, voir Inspecteur.

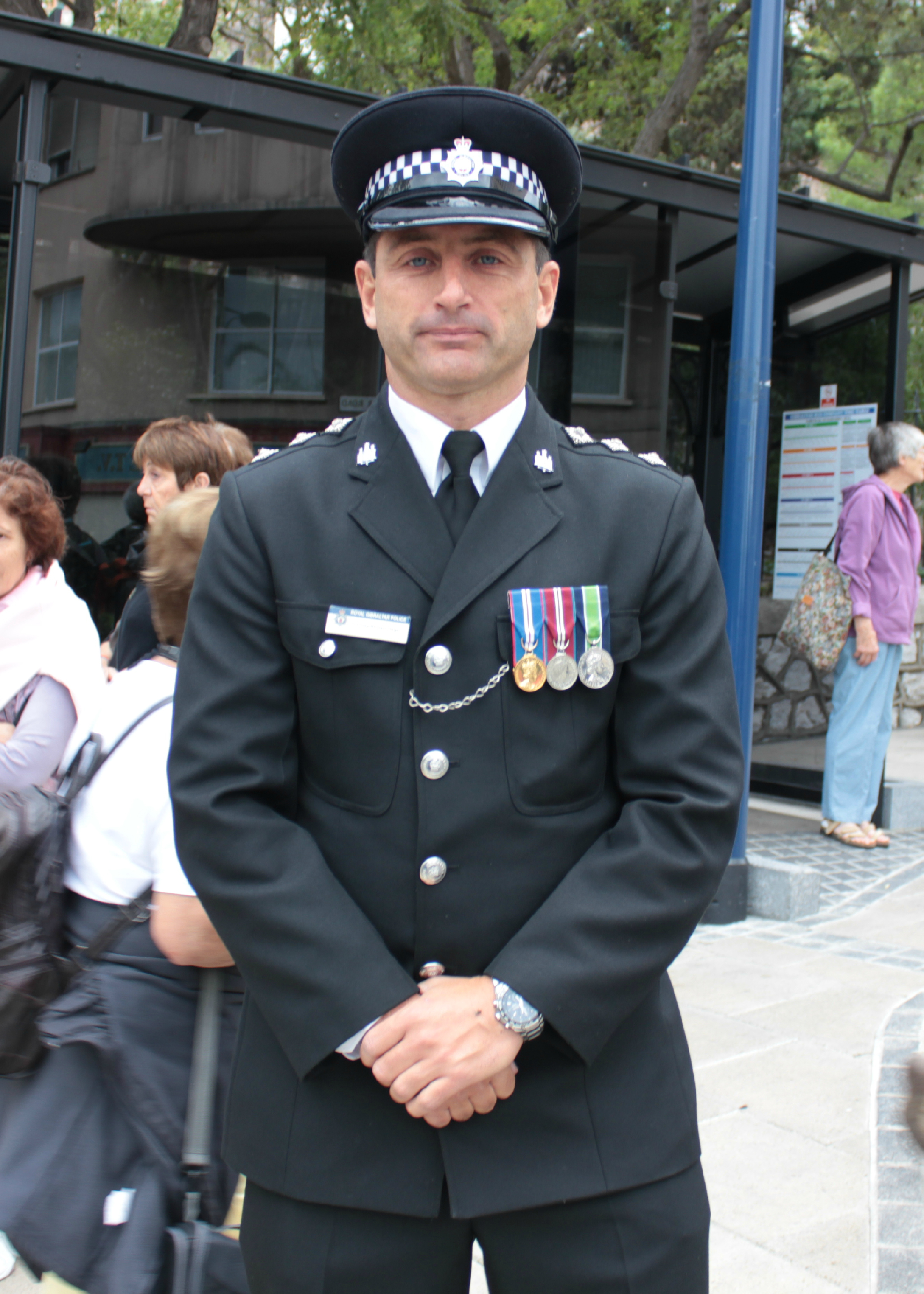
Un chef inspecteur de la Royal Gibraltar Police.

Inspecteur est un grade de certains services de police. 

## Par pays

### Canada

#### Québec
Le grade d’inspecteur est un grade de la Sûreté du Québec, entre les grades de capitaine et inspecteur-chef.

### France
Dans le cadre de la réforme des corps et des carrières voulue par la loi Pasqua du 21 janvier 1995, le corps des inspecteurs de police, qui avait été créé en 1972 et qui était un corps de policiers en civil, disparaît officiellement au 1er janvier 1996.  A cette date, le nouveau corps de commandement de la police nationale - qui regroupe les anciens inspecteurs de police et les anciens officiers de paix, qui avait été créé en 1791 et qui étaient des cadres de la police en tenue, est mis en place : il est composé d'officiers de police qui ont les grades suivants : lieutenant, capitaine et commandant de police.

### Suisse
En Suisse, l'appellation est conservée dans les cantons suisses romands.